# Gare Centrale (tramway de Strasbourg)
Pour les articles homonymes, voir Gare centrale.
Gare Centrale est le nom d'une station du réseau de tramway de Strasbourg, située à proximité de la gare de Strasbourg. Elle dispose de quais à la fois en souterrain et en surface, sur la place de la Gare. Les quais de surface constituent le terminus de la ligne C.

## Histoire

### La station en sous-sol

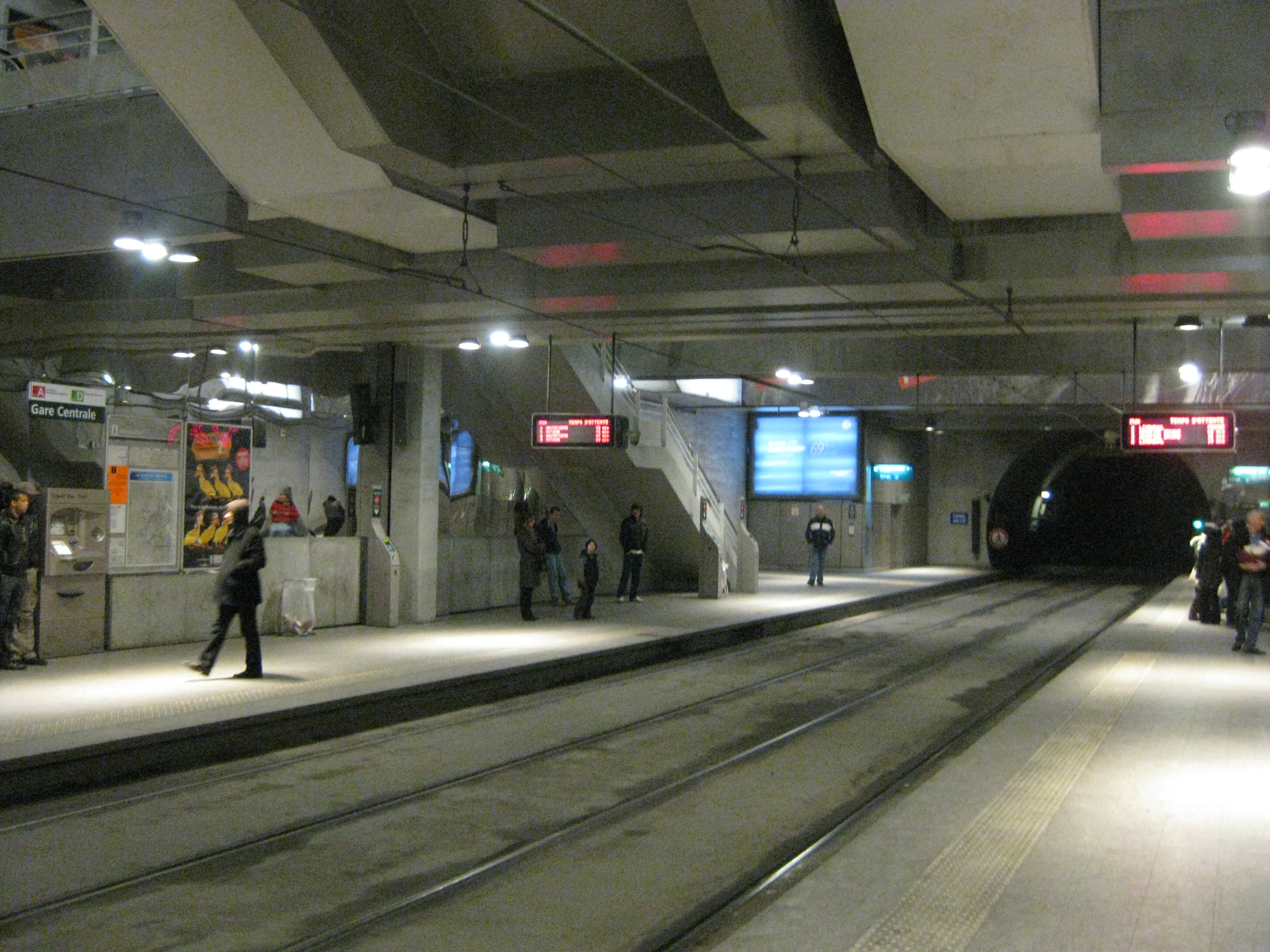
Station souterraine.

Mise en service le 25 novembre 1994 lors de l'ouverture de la ligne A, elle est également desservie par la ligne D depuis 1998. C'est l'unique station souterraine du réseau.
Elle présente des fresques de l'artiste américaine Barbara Kruger qui utilise les éléments architecturaux de la station comme support d'aphorismes et de lieux communs stigmatisant nos sentiments et nos comportements : « L'Empathie peut changer le monde », « Savoir, c'est pouvoir », « Voir, c'est croire ».
Le 11 janvier 2025, une rame pratiquement sortie du tunnel a dérivé en arrière, dévalant la pente avant de percuter une rame arrêtée à la station, faisant 68 blessés. La station souterraine ferme alors ses portes pour les besoins de l'enquête. Les circulations reprennent le 24 février suivant.

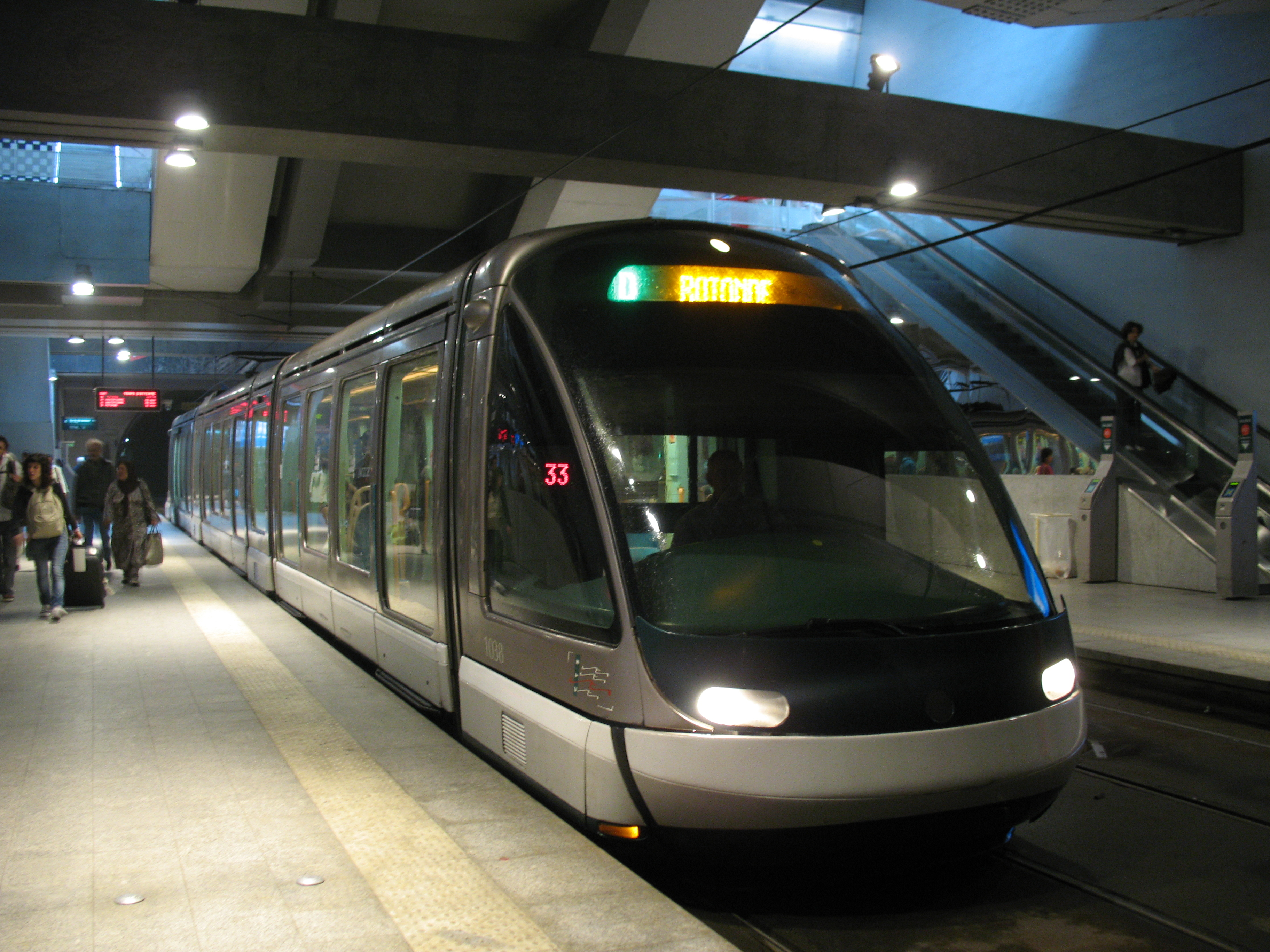
Rame de la ligne D dans la station souterraine
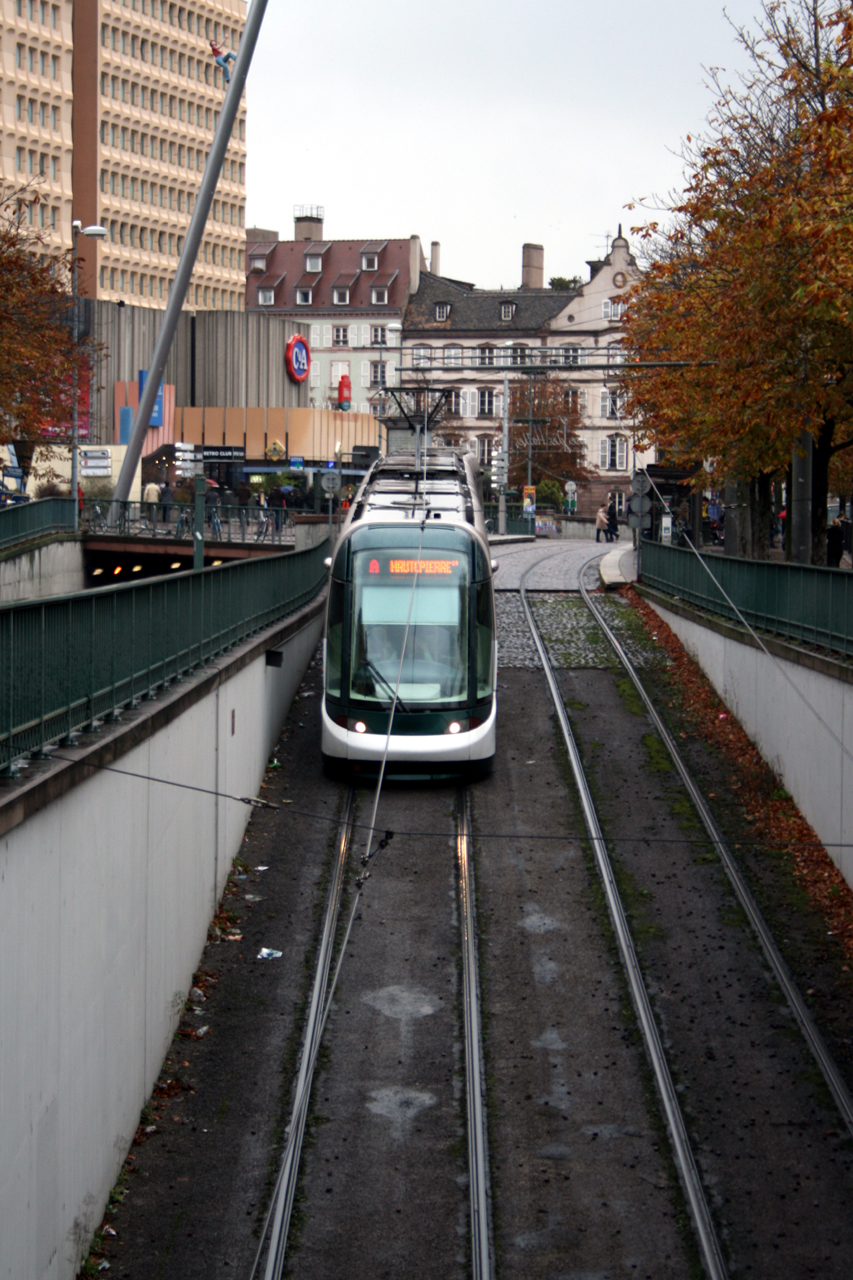
Entrée du passage souterrain vers l'arrêt Gare Centrale depuis les Halles

### La station en surface

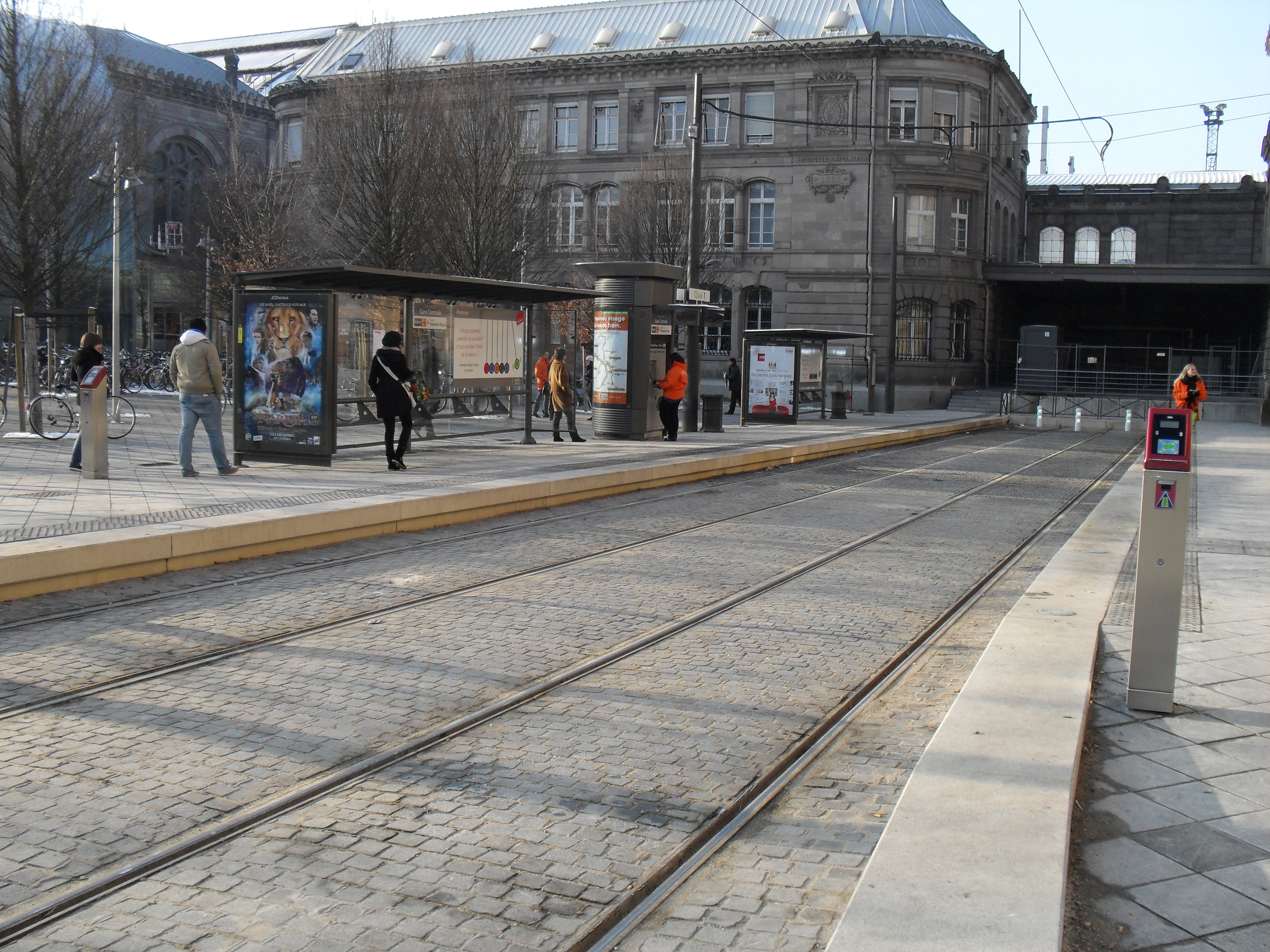
Station de surface.

Mise en service le 27 novembre 2010, elle constitue le nouveau terminus de la ligne C. Elle se trouve au nord de place de la Gare, à proximité du boulevard du Président Wilson
(48° 35′ 08,9″ N, 7° 44′ 08,6″ E).

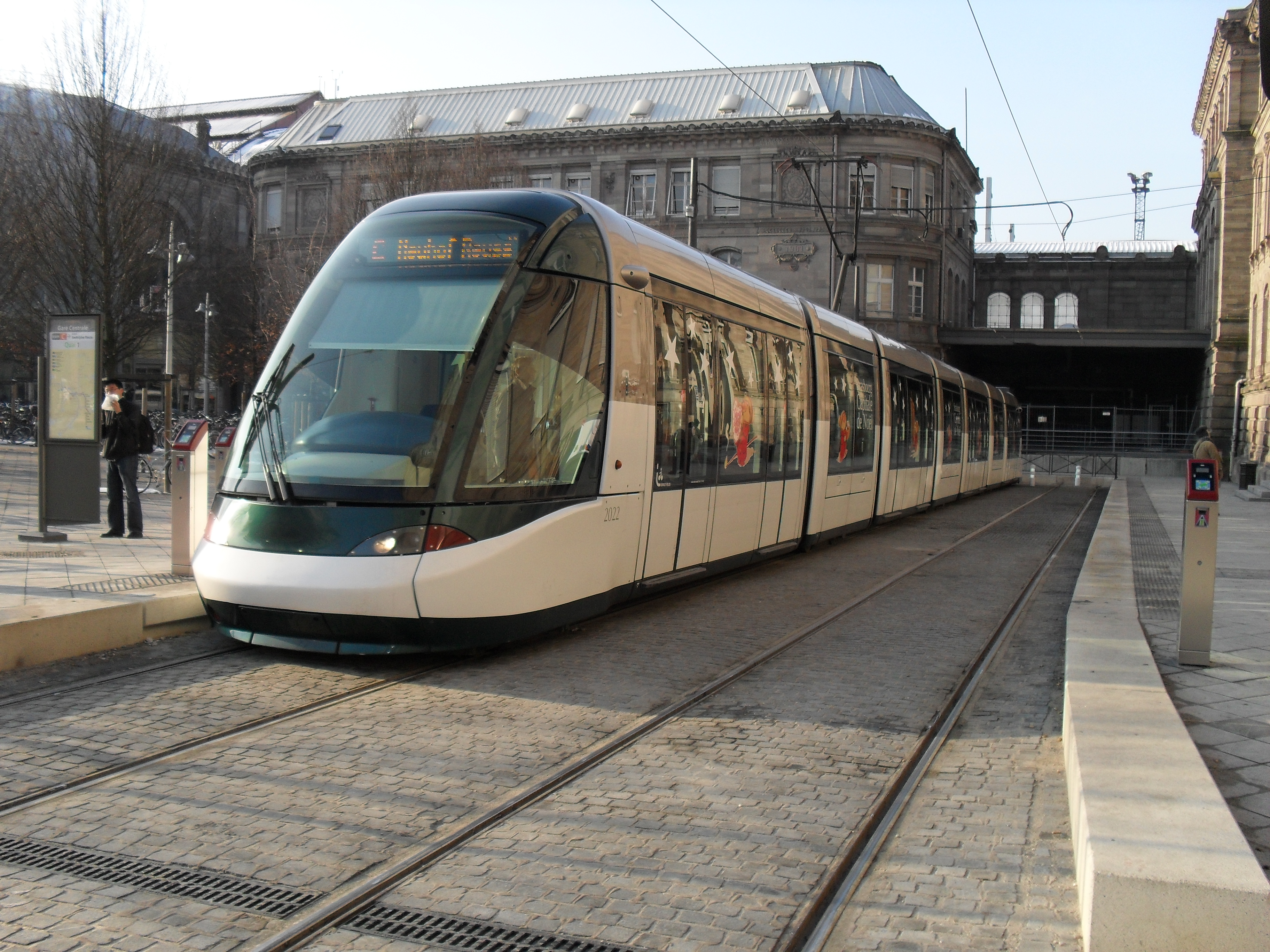
Vue d'une rame de la ligne C depuis l'extrémité de la station.
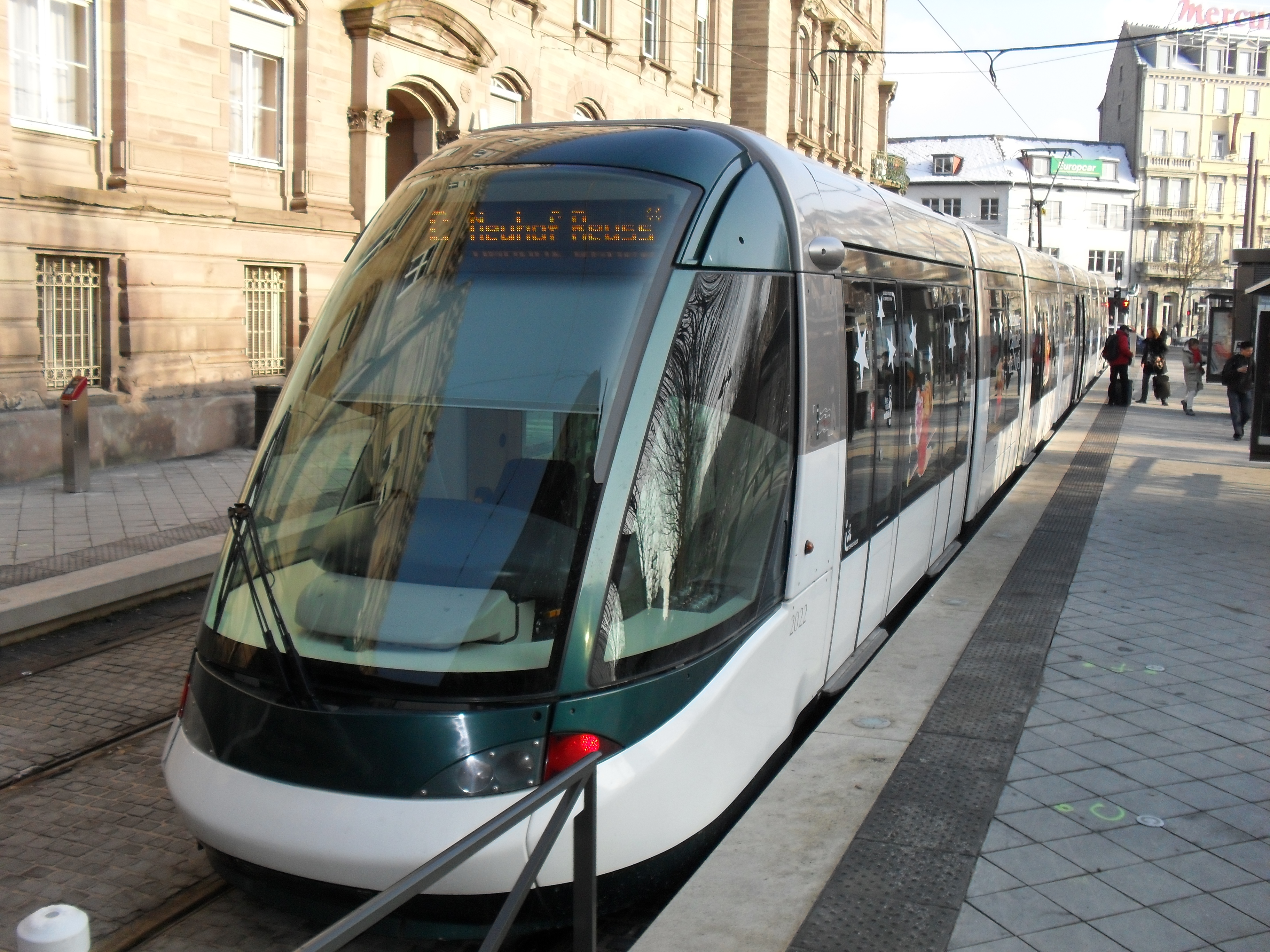
Vue d'une rame de la ligne C depuis le débouché du futur tunnel tram-train.
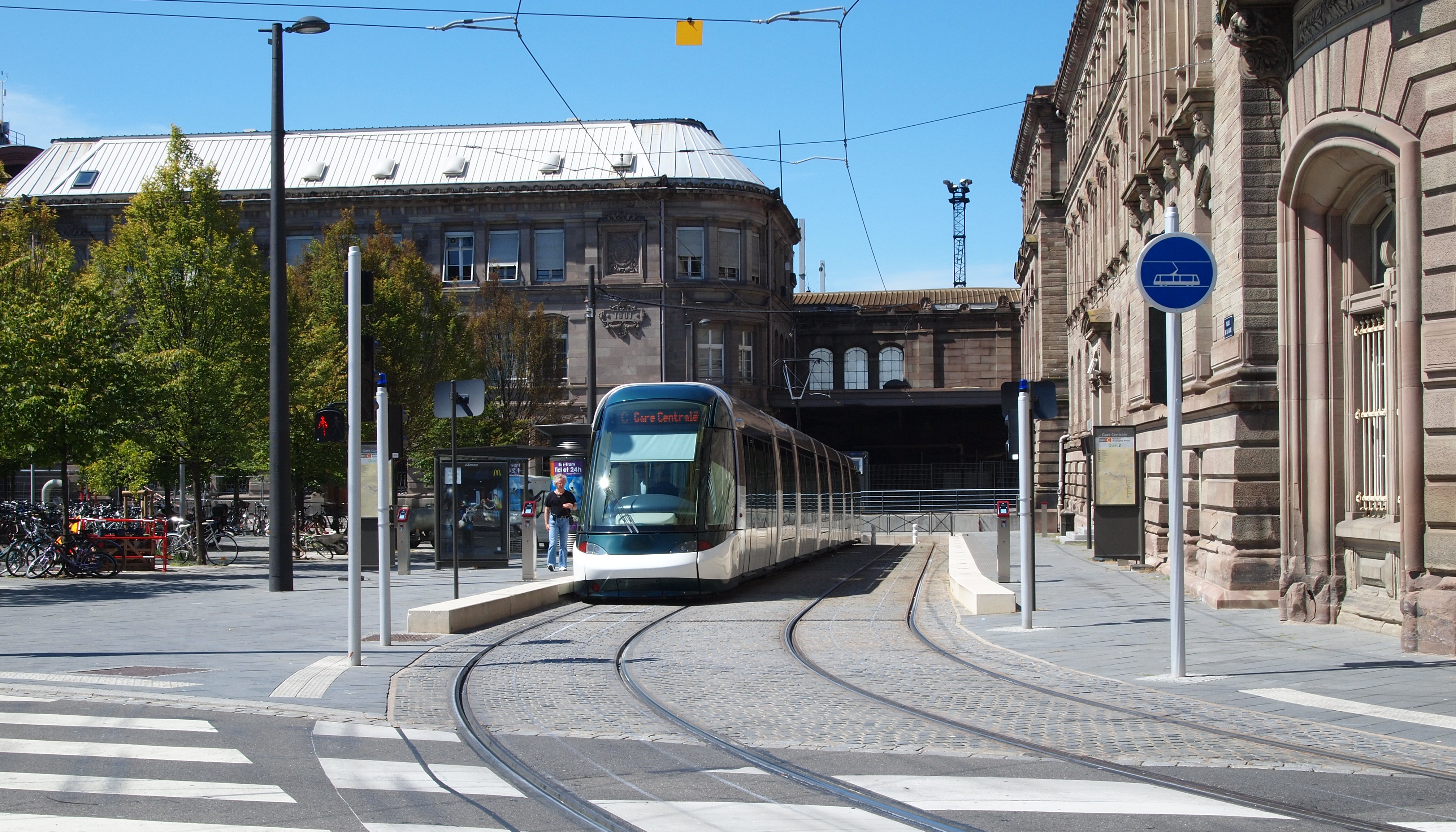

### La station de BHNS
Depuis 2013, la gare centrale est desservie par la ligne G du BHNS de Strasbourg dont elle est un terminus régulier.
La station se résume à deux quais. Le premier, situé à côté de la station du tram C, est destinée uniquement à la descente de voyageurs ; c'est en fait l'ancien arrêt du bus 2, réaménagé. Le second est une station plus élaborée, située en face, sur la place de la Gare. Les BHNS empruntent le boulevard de Metz pour faire demi-tour et se rendre d'un quai à l'autre.
Depuis 2020, elle est également le terminus de la ligne H du BHNS.

## Desserte et correspondances
La station est desservie par trois lignes de tramway, les lignes A et D en station souterraine, et la ligne C en station aérienne ainsi que par les deux lignes du BHNS, G et H du BHNS. Enfin, la station est aussi desservie par deux lignes de bus classiques : les lignes 2 et 10.